# Frane Selak
Frane Selak (n. 14 iunie 1929, Croația – d. 30 noiembrie 2016) a fost un profesor de muzică din Croația, cunoscut pentru că susținea că a fost implicat în șapte accidente grave din care a scăpat cu viață, motiv pentru care a fost denumit și cel mai norocos ghinionist din lume. Aceste întâmplări povestite de Selak nu au fost însâ verificate sau documentate în mod independent și există diferențe între versiunile povestite de Selak de-a lungul timpului.
Unul din aceste accidente ar fi avut loc în ianuarie 1962, când se afla într-un tren care a deraiat și a căzut într-un râu. Ceilalți 17 pasageri s-au înecat, dar Selak nu a suferit decât o fractură de braț și o hipotermie.  Nu există însă documentare oficialâ pentru un astfel de accident în acel an iar pe site-ul BBC povestea s-ar fi întămplat în 1957 nu în 1962 și pe un autobuz, nu un tren.
Potrivit lui Selak, în anul următor, în timpul unei călătorii cu avionul, ambele motoare ale aparatului de zbor au cedat și acesta s-a prăbușit. Toți ceilalți 19 pasageri și-a pierdut viața, iar Selak a căzut printr-o ușă deschisă a avionului și a aterizat pe o căpiță de fân. Nu există documentare oficială pentru un astfel de accident în 1963 in Croația.
În 1966 se afla într-un autobuz care a derapat și a căzut de pe pod. Și în acest caz, ceilalți patru pasageri au murit, iar Selak a scăpat teafăr.
În 2003 a câștigat la loterie 800.000 de dolari.A cheltuit o parte din sumă achiziționând două case și o barcă, iar restul banilor i-a dăruit prietenilor și rudelor, luând decizia de a duce o viață simplă.